# Wilków Średzki

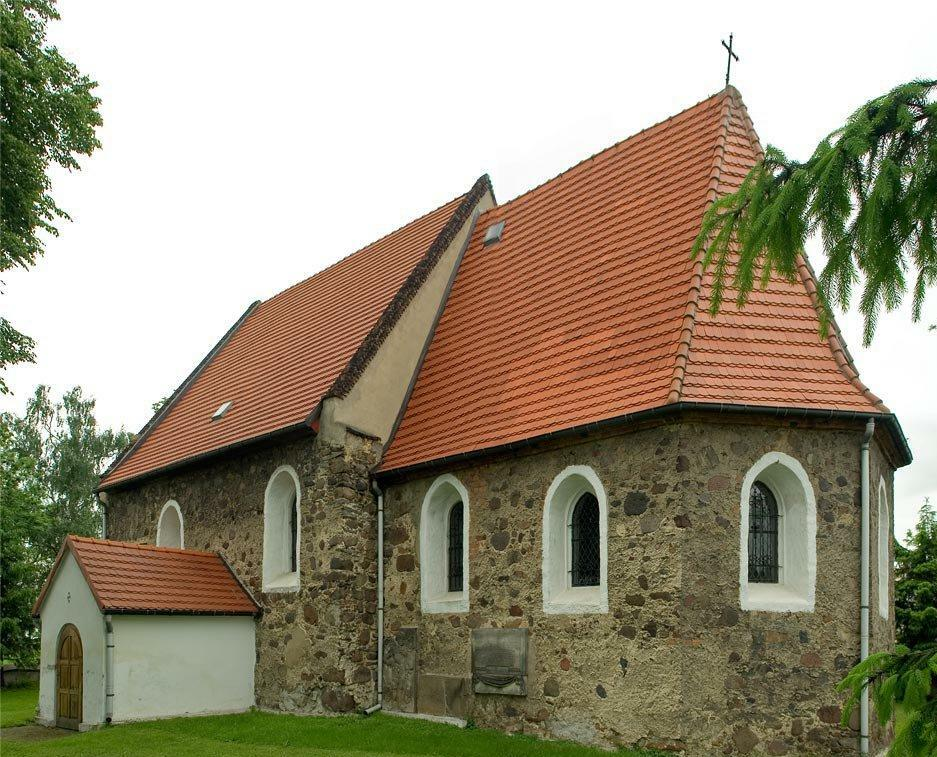
St-Matthäus-Kirche

Wilków Średzki (deutsch Wilkau, auch Wilkau bei Neumarkt) ist ein Ort in der Landgemeinde Kostomłoty (Kostenblut) im Powiat Średzki der Woiwodschaft Niederschlesien in Polen.

## Lage
Nachbarorte sind Świdnica Polska (Polnisch Schweinitz, 1939–1945 Schweinitz b. Kanth) im Nordwesten, Szymanowice (Schönbach) im Südwesten, Sobkowice (Zopkendorf) im Süden, Sikorzyce (Meesendorf) im Norden und Chmielów (Schmellwitz) im Osten. 

## Geschichte
Der Ort wurde 1305 als „Wilkow“ erwähnt. Es gehörte zum Herzogtum Breslau, das nach dem Tod des Herzogs Heinrich VI. 1335 als erledigtes Lehen an die Krone Böhmen fiel und damit ein böhmisches Erbfürstentum wurde. 1325 nennt ein Zinsbrief erstmals einen „Sydilmannus, Pfarrer zu Wilkau“. Die örtliche Kirche wurde 1335 mit zwei Pfarrhufen erwähnt. 
Nach dem Ersten Schlesischen Krieg fiel Wilkau 1741/42 mit dem größten Teil Schlesiens an Preußen. Die alten Verwaltungsstrukturen wurden aufgelöst und Wilkau in den Kreis Neumarkt eingegliedert. Der Kaufpreis des Gutes betrug 1840 52.500 Reichstaler. 1845 gehörte das Dorf den Erben eines Oberamtmannes Braun und zählte 56 Häuser, ein herrschaftliches Schloss, 417 überwiegend katholische Einwohner (117 evangelisch), eine katholische Majoratskirche (Filialkirche von Schmellwitz), ein Wiedmuth, eine katholische Nebenschule von Schmellwitz, evangelische Kirche zu Groß-Peterwitz, eine Windmühle, elf Handwerker und sechs Händler. 1874 wurde der Amtsbezirk Wilkau gegründet und am 30. September 1928 der Zusammenschluss der Landgemeinden Wilkau und Zopkendorf zur neuen Landgemeinde Wilkau-Zopkendorf. 
Als Folge des Zweiten Weltkriegs fiel Wilkau-Zopkendorf 1945 mit fast ganz Schlesien an Polen. Nachfolgend wurde es in Wilków Średzki und Zopkendorf in Sobkowice umbenannt. Die einheimische deutsche Bevölkerung wurde in der Folgezeit, soweit sie nicht schon vorher geflohen war, vertrieben. Die neu angesiedelten Bewohner waren zum Teil Heimatvertriebene aus Ostpolen, das an die Sowjetunion gefallen war. Von 1975 bis 1998 gehörte Wilków Średzki zur Woiwodschaft Breslau.

## Sehenswürdigkeiten
- Die römisch-katholische St.-Matthäus-Kirche (polnisch kościół pw. św. Mateusza) ist ein einschiffiger gotischer Backsteinbau aus der Wende des 14. zum 15. Jahrhundert. Die Kirche beherbergte früher als Seitenaltar einen Schnitzaltar aus dem 15. Jahrhundert, welcher auf die ursprünglichen Patrozinien Beata Maria Virgo, Barbara von Nikomedien und Katharina von Alexandrien schließen lässt.[3] Die Sakristei kam im 16. Jahrhundert hinzu. Im 19. Jahrhundert erfolgte ein umfassender Umbau. Eingepfarrt waren Mitte des 19. Jahrhunderts außer Wilkau, Meesendorf und Zopkendorf. Ein Gottesdienst fand 1845 jeden dritten Sonntag statt.[2] An den Außenwänden der Kirche befinden sich Epitaphe aus dem 16. und 17. Jahrhundert.